# Scraptia melina
Scraptia melina is een keversoort uit de familie bloemspartelkevers (Scraptiidae). De wetenschappelijke naam van de soort is voor het eerst geldig gepubliceerd in 1916 door George Charles Champion.

## Voorkomen
De soort komt voor in India.